# 聖ソフィア大聖堂 (ポラツク)
座標: 北緯55度29分10.00秒 東経28度45分31.40秒 / 北緯55.4861111度 東経28.7587222度

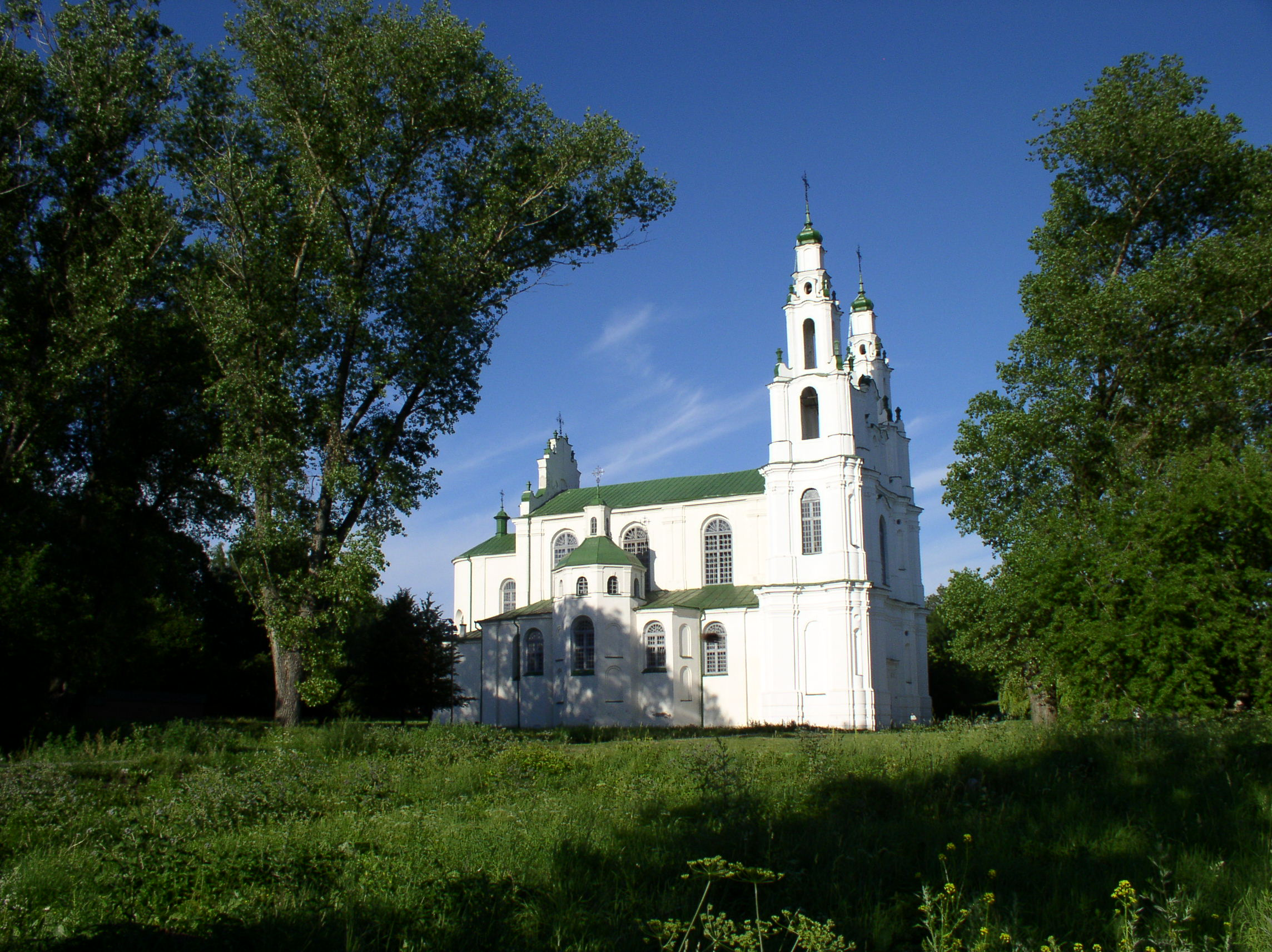
聖ソフィア大聖堂

聖ソフィア大聖堂（ベラルーシ語: Сафійскі збор, ロシア語: Софийский собор）は、ベラルーシ共和国の古都、ポラツクにある正教会の大聖堂。11世紀に建立されたが、1710年に破壊され、18世紀にバロック様式で再建される。